# Attaque d'Inata (2018)
Pour l'attaque de 2021, voir Attaque d'Inata (2021).
Insurrection djihadiste au Burkina Faso
Batailles
- Samorogouan
- Intangom
- Nassoumbou
- Ariel
- 1re Inata
- Loroni
- Gorom-Gorom
- Koutougou
- Arbinda
- Hallalé
- Markoye
- Dounkoun
- Boukouma
- 2e Inata
- Titao
- Opération Laabingol
- Namissiguima
- Madjoari
- Bourzanga
- Seytenga
- Gaskindé
- Tin-Ediar
- Tin-Akoff
- Aoréma
- Ougarou
- Namsiguia
- Noaka
- Koumbri
- Djibo
- Tawori
- Mansila
- Nassougou

Massacres
- Yirgou
- Solhan
- Karma
- Komsilga, Nodin et Soroe
- Bibgou et Soualimou
- Barsalogho

Attentats
- 1er Ouagadougou
- 2e Ouagadougou
- 3e Ouagadougou

L'attaque d'Inata est un épisode de l'insurrection djihadiste au Burkina Faso survenu les 3 et 4 octobre 2018 à Inata, dans l'ouest de la province du Soum.

## Déroulement
Le soir du 3 octobre 2018, vers 20h50, des djihadistes attaquent un détachement de la gendarmerie burkinabè à Inata, secteur de la ville de Djibo, dans le nord du Burkina Faso,,. Les affrontements ont lieu non loin des mines d'Inata, où trois employés étrangers du site avaient été enlevés le 23 septembre. 
Le groupe djihadiste responsable de l'attaque n'est pas identifié avec certitude, mais le nord du Burkina Faso se situe dans la zone d'action d'Ansarul Islam,. L'État islamique dans le Grand Sahara et le Groupe de soutien à l'islam et aux musulmans sont également suspectés. Selon une source sécuritaire de Jeune Afrique, environ quarante hommes prennent part à l'attaque. Ces derniers arrivent avec au moins deux véhicules et plusieurs motos. D'après l'armée burkinabè, les assaillants sont « lourdement armés ».
Les djihadistes infligent d'importants dégâts matériels et incendient plusieurs véhicules de la mine d'or. Les dortoirs du personnel civil sont également fouillés et du matériel emporté.
Les autorités burkinabès avertissent les troupes françaises de la force Barkhane et leur demandent d'intervenir. Ces dernières dirigent alors un drone MQ-9 Reaper vers la zone des combats et font décoller à Niamey deux chasseurs Mirage 2000 et un avion ravitailleur C135,.
Le drone repère alors une colonne de plusieurs motos quittant la zone d'Inata et se dirigeant vers le Nord,. Les Mirage réalisent ensuite une frappe au cours de la nuit,.

## Pertes
Selon le ministère burkinabé de la sécurité, un gendarme a été tué lors de l'attaque et un autre blessé. Le bilan est confirmé à Jeune Afrique par un officier de gendarmerie.
Du côté des djihadistes, l'état-major burkinabé annonce le 5 octobre dans un communiqué qu'« une dizaine de terroristes » ont été « neutralisés » et dix motos détruites,. Le même jour, le général Oumarou Sadou, chef d’état-major général des armées, donne un bilan plus précis d'au moins sept morts : « La reconnaissance aérienne, effectuée par l’armée de l’air, nous a permis d’établir un bilan de sept cadavres identifiés sur place ».